# DMS-59

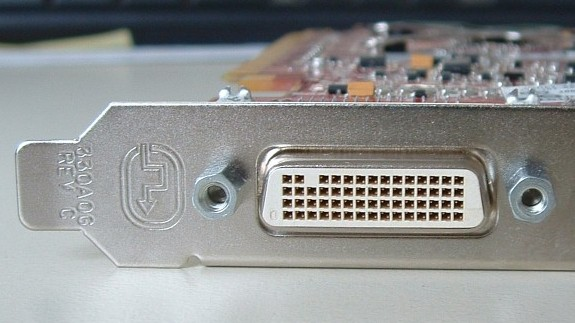
DMS-59

DMS-59 detalles

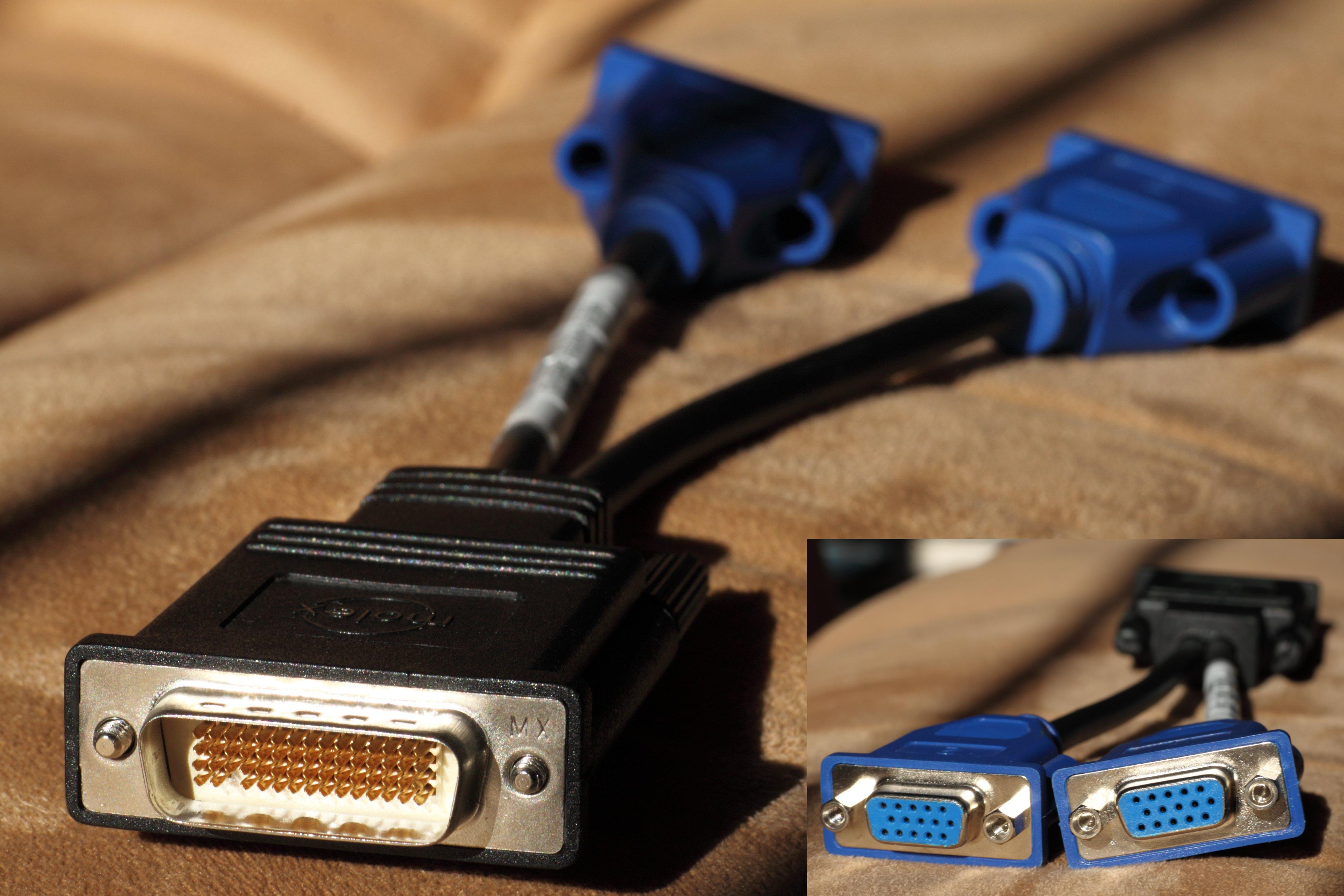
adaptador DMS-59 a dual VGA

DMS-59 (Dual Monitor Solution, 59 pins) generalmente se utiliza para las tarjetas de video. Proporciona dos salidas DVI o VGA en un solo conector. Existen diferentes tipos de cables adaptadores necesarios para la conversión de DMS-59 (digital) a DVI (digital) o VGA (analógica). El conector es de 4 pines por 15 pines, con una sola clavija faltante en la fila inferior, en forma de D, con tornillos de apriete manual.
Existen tres tipos de tarjetas: completa, mediana, y una más llamada perfil bajo o slim.  La ventaja del DMS-59 es su capacidad de soportar 2 pantallas de alta resolución, tales como dos DVI de enlace único o dos canales analógicos VGA, en un solo conector de tamaño DVI. El tamaño compacto permite a una tarjeta mediana soportar dos pantallas de alta resolución, y a una tarjeta completa (con dos conectores DMS-59) hasta cuatro pantallas de alta resolución.
El conector DMS-59 se deriva del conector Molex Low Force Helix, que se podría encontrar en algunas tarjetas gráficas anteriores. Estos puertos son similares a DMS-59, pero tienen todos los 60 pines presentes, el DMS-59 tiene un pin (el 58) bloqueado. La clavija de conexión con 60 pines (como el Molex 88766-7610 DVI-I) no se ajusta al socket DMS-59.